# Kundun
Kundun es una película biográfica de 1997 escrita por Melissa Mathison y dirigida por Martin Scorsese. Se basa en la vida y las escrituras de Tenzin Gyatso, el decimocuarto dalái lama, el líder político y espiritual en el exilio del Tíbet. Tenzin Thuthob Tsarong, un sobrino nieto del dalái lama, interpreta al dalái lama adulto, mientras que Tencho Gyalpo, una sobrina del dalái lama, aparece como la madre del dalái lama.[cita requerida]
La película, según Roger Ebert, estaba «hecha de episodios, no de una trama», y le dio una puntuación de tres estrellas sobre cuatro. Stephen Holden, de The New York Times, calificó la película como «emocionalmente remota», pero alabó su aspecto y su música. Richard Corliss elogió la fotografía y también la puntuación. Barry Norman, jefe de crítica cinematográfica de la BBC, opinó que Kundun fue hermosa y fue creada con inteligencia.[cita requerida]
Kundun, en en tibetano: སྐུ་མདུན་་, wylie: sku mdun significa «la presencia», es el título que se le da al dalái lama.
Kundun se estrenó solo unos meses después de Siete años en el Tíbet, y compartió la cartelera y la vida de Tenzin Gyatso, el decimocuarto dalái lama, en varias etapas de su juventud, aunque Kundun abarca un período tres veces más largo.

## Argumento
La película tiene una cronología lineal con acontecimientos, en el entorno del Tíbet, que abarcan desde 1937 hasta 1959, a excepción de breves secuencias en China e India.
Comienza con la búsqueda de la decimocuarta reencarnación del dalái lama. Después de una visión de Reting Rinpoche, el regente del Tíbet, varios lamas disfrazados de sirvientes descubren a un candidato prometedor: Lhamo Dondhup, un niño nacido de una familia de agricultores en la provincia de Amdo, cerca de la frontera con China.
Estos y otros lamas le realizan pruebas al niño, en las que debe seleccionar de entre varios objetos, los que pertenecieron al anterior dalái lama. El niño pasa la prueba y él y su familia son llevados al Palacio de Potala en Lhasa, donde será instaurado como dalái lama cuando sea mayor de edad.
Durante el viaje, el niño se vuelve nostálgico y asustado, pero Reting le consuela contándole la historia del primer dalái lama, a quien los lamas llamaban Kundun. A medida que la película avanza, el niño madura tanto en edad como en aprendizaje. Después de una breve lucha por el poder en la que Reting es encarcelado y muere, el dalái lama comienza a tomar un papel más activo en el gobierno y en el liderazgo religioso.
Mientras tanto, los comunistas chinos, recientemente victoriosos en su revolución, están proclamando al Tíbet como una parte tradicional de la China imperial y expresan su deseo de reincorporarlo con la recién formada República Popular de China. Finalmente, a pesar de las peticiones del Tíbet a las Naciones Unidas, a los Estados Unidos, al Reino Unido y a la India por su intervención, las fuerzas comunistas chinas invaden el Tíbet. Los chinos son inicialmente colaboradores pero cuando los tibetanos se resisten a la reorganización comunista y la reeducación de su sociedad, los chinos se vuelven opresivos.
Después de una serie de atrocidades sufridas por su pueblo, el dalái lama decide reunirse con el presidente Mao Zedong en Pekín. Mientras Mao expresa públicamente sus simpatías hacia el pueblo tibetano y al dalái lama e insiste en que se deben hacer los cambios como el dalái lama considere adecuados, las relaciones inevitablemente se deterioran. Durante su reunión cara a cara en el último día de la visita del dalái lama, Mao deja en claro su punto de vista socialista de que «la religión es veneno» y que «los tibetanos están envenenados y son inferiores por ello».
Tras su regreso al Tíbet, el dalái lama se entera de más atrocidades perpetradas contra su pueblo, que ya han reprobado su tratado con China y han comenzado una acción guerrillera contra los chinos. Después de que los chinos dejaran clara su intención de matarlo, el dalái lama es convencido de que huya a la India con su familia y su chambelán.
Después de consultar con el Oráculo de Nechung sobre la ruta de escape adecuada, el dalái lama y su personal se disfrazan y salen de Lhasa al amparo de la oscuridad. Durante un arduo viaje, a lo largo del cual son perseguidos por los chinos, el dalái lama se pone muy enfermo y experimenta dos visiones personales, primero que su viaje a la India será propicio y que, de manera similar, su eventual regreso al Tíbet también será propicio. El grupo finalmente llega a un pequeño puerto de montaña en la frontera con India. Cuando el dalái lama camina hacia el puesto de guardia, un guardia indio se acerca a él, saluda y pregunta si es Budha, El dalái lama responde con la última frase de la película: «Creo que soy un reflejo, como la luna en el agua. Cuando me vea intentando ser un hombre bueno, véase a sí mismo». Una vez que el dalái lama llega a su nueva residencia, desempaqueta su telescopio y sale al exterior. Erigiéndolo y quitándose las gafas, lo mira hacia el Himalaya y hacia Tíbet. La película concluye con dos líneas impresas en la pantalla: «El dalái lama aún no ha regresado al Tíbet. Espera poder emprender el viaje algún día.»

## Elenco y personajes
- Tenzin Thuthob Tsarong como el 14.º dalái lama (adulto).
  - Gyurme Tethong como el dalái lama (12 años).
  - Tulku Jamyang Kunga Tenzin como el dalái lama (5 años).
  - Tenzin Yeshi Paichang como el dalái lama (2 años).
- Tencho Gyalpo como madre del dalái lama.
- Tenzin Topjar como Lobsang (de 5 a 10 años).
- Tsewang Migyur Khangsar como padre del dalái lama.
- Tenzin Lodoe como Thubten Jigme Norbu, Takster Rinpoche.
- Tsering Lhamo como Tsering Dolma.
- Geshi Yeshi Gyatso como el Lama de Sera.
- Losang Gyatso como el mensajero, Lobsang Gyatso.
- Sonam Phuntsok as Réting Rinpoche.
- Gyatso Lukhang como Chambelán.
- Lobsang Samten como maestro de cocina.
- Jigme Tsarong como Taktra Rinpoche, Tsewang Jigme Tsarong.
- Tenzin Trinley como Ling Rinpoche.
- Robert Lin como el presidente Mao Zedong.
- Jurme Wangda como primer ministro Lukhangwa.
- Jill Hsia como niña pequeña.

## Producción
El proyecto comenzó cuando la guionista Melissa Mathison, cuyo trabajo más conocido fue E.T., el extraterrestre, se reunió con el dalái lama y le preguntó si podía escribir sobre su vida. Según Turner Classic Movies, «le dio su bendición y su tiempo, sesiones de entrevistas que se convirtieron en la base de su guion». Fue sugerencia de Mathison que Scorsese fuera el director.
Ellen Lewis, directora de reparto, viajó por todo el mundo buscando actores tibetanos para la película. En la selección se dieron cuenta de algo inusual: casi todos los actores tenía relación con los personajes de la película, incluso había familiares del dalái lama. Tampoco eran actores pero dejaron sus trabajos o monasterios para desplazarse a Marruecos y rodar la película. Según Martin Scorsese, «esta gente tenía unas enormes ganas de compartir la historia de su pueblo con el resto del mundo». Melissa Mathison dijo que «era imposible encontrar actores que pudieran interpretar a estos personajes de la forma en que nuestros actores lo hicieron. La emoción interior que desplegaron fue sorprendente. Es su historia. Y la quieren contar. Siempre tienen un instante de sus vidas que es muy especial para ellos y que desean compartir. Cada persona que interviene en la película ha jugado una parte primordial en la reciente historia del Tíbet. No hay nadie en la película que no haya podido emocionarse con la misma».
A causa de esta película, tanto Martin Scorsese como la guionista Melissa Mathison y su entonces marido Harrison Ford fueron incluidos en la lista de personas que tienen prohibido entrar en el Tíbet.
Scorsese había planeado rodar en el Tíbet, pero los permisos no llegaron a tiempo así que se llevó a su equipo y al elenco a Marruecos, donde previamente había rodado La última tentación de Cristo. En algunos casos, filmó en los mismos lugares y recurrió a pinturas del Himalaya para evocar el terreno montañoso del Tíbet. Si miras detenidamente las caras de los soldados comunistas chinos en la invasión de Lhasa, puedes ver caras indias y tibetanas, que Scorsese encubrió ocultándolas con polvo, bufandas y gafas.
La mayor parte de la película fue filmada en el Atlas Film Studios en Uarzazat (Marruecos) y algunas escenas fueron filmadas en el monasterio Karma Triyana Dharmachakra en Woodstock, Nueva York.

## Premios Óscar
| Año  | Categoría                 | Persona                             | Resultado |
| ---- | ------------------------- | ----------------------------------- | --------- |
| 1997 | Mejor Fotografía          | Roger Deakins                       | Candidato |
| 1997 | Mejor Diseño de Vestuario | Dante Ferretti                      | Candidato |
| 1997 | Mejor Banda Sonora        | Philip Glass                        | Candidato |
| 1997 | Mejor Dirección de Arte   | Dante Ferretti Francesca Lo Schiavo | Nominados |